# Peter Aluma
Peter Olufemi Aluma (Lagos, 23 de abril de 1973-2 de febrero de 2020) fue un baloncestista nigeriano que disputó una temporada en la NBA, además de jugar en la liga venezolana, la liga bielorrusa y en los Harlem Globetrotters. Con 2,08 metros de altura, lo hacía en la posición de pívot.

## Trayectoria deportiva

### Universidad
Jugó durante cuatro temporadas con los Flames de la Universidad Liberty, donde promedió 14,4 puntos y 5,7 rebotes por partido. Fue incluido en el segundo mejor quinteto de la Big South Conference en 1995 y en el primero en 1996 y 1997, logrando en la última temporada liderar la conferencia en anotación y rebotes, con 15,7 y 6,6 respectivamente.

### Selección nacional
En 1998 participó con la selección de Nigeria en el Campeonato Mundial de Grecia, donde acabaron en la decimotercera posición.

### Profesional
Tras no ser elegido en el Draft de la NBA de 1997, fichó por los Toros de Aragua de la liga venezolana. Al año siguiente fichó como agente libre por los Sacramento Kings de la NBA, pero únicamente disputó dos partidos, en los que consiguió 2 puntos y 2 rebotes.
Tras ser despedido, al año siguiente fichó por los Phoenix Suns, quienes lo despidieron antes del comienzo de la temporada. Jugó en Bielorrusia, para acabar su carrera en los Harlem Globetrotters.

## Estadísticas de su carrera en la NBA

### Temporada regular
| Temporada | Edad | Equipo           | Liga | Pos. | P | TIT | MIN | TC  | TCA | %TC  | 3P  | 3PA | %3P | TL  | TLA | %TL | R.OF. | R.DEF. | REB | ASIS | ROB | TAP | PER | FP  | PTS |
| 1998-99   | 25   | Sacramento Kings | NBA  | C    | 2 | 0   | 2.5 | 0.5 | 1.0 | .500 | 0.0 | 0.0 |     | 0.0 | 0.0 |     | 0.5   | 0.5    | 1.0 | 0.0  | 0.5 | 0.5 | 1.0 | 2.0 | 1.0 |
| Total     |      |                  | NBA  |      | 2 | 0   | 2.5 | 0.5 | 1.0 | .500 | 0.0 | 0.0 |     | 0.0 | 0.0 |     | 0.5   | 0.5    | 1.0 | 0.0  | 0.5 | 0.5 | 1.0 | 2.0 | 1.0 |